# 班目文雄
班目 文雄（まだらめ ふみお、1916年2月26日 - 2013年8月26日）は、日本の社会科教育者。

## 略歴
東京高等師範学校文科卒。1938年3月から1940年3月まで静岡中学校教諭（地理）、東京府立第一高等女学校教師、東京高等師範学校附属中学校教諭、東京高師講師、東京都指導主事、都立教育研究所研究部長、東京都教育庁指導部長、東京都立小山台高等学校校長、大妻中学校・高等学校校長、大妻女子大学教授を兼ねる。1987年定年退任。息子に班目春樹。

## 著書
- 『濠州侵略史』欧文社 1942
- 『南方圏 青年アジア地史読本』健文社 1943
- 『社会科の原理と技術』社会科教育研究社 1947
- 『日本の歴史 詳解』大興社 1947
- 『いなかの生産生活 中学一年用』八重山書店 1948 私たちの社会科文庫
- 『学校生活 中学一年用』八重山書店 1948 私たちの社会科文庫
- 『近代工業 中学二年用』八重山書店 1948 私たちの社会科文庫
- 『交通・通信 中学二年用』八重山書店 1948 私たちの社会科文庫
- 『政治 中学三年用』八重山書店 1948 私たちの社会科文庫
- 『新しい目で見た世界と日本の歴史 6 とざされた日本』東西文明社 1954
- 『新しい目で見た世界と日本の歴史 8 戦争と平和』東西文明社 1955
- 『東京物語』東西文明社 1957 少年少女基本学校図書全集
- 『日本の開発』国民図書刊行会 1958 新全科社会科教室
- 『江戸東京・街の履歴書』全4巻 原書房 1989-1992
- 『先祖探しの旅 班目氏一三〇〇年史』岩波ブックサービスセンター (製作) 1999

## 共編著
- 『新制中学社会科教材研究 「学習指導要領」準拠 第1学年用』谷口五男共著 和光商事合資会社 1947
- 『現場の社会科』編 東洋館出版社 1955 2版 学習指導新書
- 『新しい地理の指導技術』青野寿郎共編 明治図書出版 1958
- 『完璧歴史辞典』編 研数書院 1958
- 『現場の学校行事』編 東洋館出版社 1958 学習指導新書
- 『社会科指導の科学』編 東洋館出版社 1959 実践研究講座
- 『小学校社会科指導細案』松村謙,樋口澄雄共著 明治図書出版,1959
- 『小学校社会科授業の研究』大島三男,小林信郎共編 明治図書出版 1961
- 『ティーチャー・コンサルタント』近藤修博共編 いずみ書房 1963
- 『交通安全指導の実際. 第1-6学年用』柏茂夫共編 文教書院 1967
- 『地理、その教育 指導の課題と成果』朝倉隆太郎,榊原康男共編著 葵書房 1967
- 『社会科地理教育講座』編 木内信蔵監修 明治図書出版 1968
- 『指導のための日本地誌』榊原康男共著 中教出版 1976-1977 社会科における理論と実践シリーズ
- 『中学校社会科の能力育成と内容精選 東京都教育研究員研究報告集成』編 いずみ出版 1976